# 石朝乡
石朝乡，是中华人民共和国贵州省遵义市务川仡佬族苗族自治县下辖的一个乡镇级行政单位。

## 行政区划
石朝乡下辖以下地区：
浪水村、大漆村、京竹村、高峰村和杉板村。